# Izostal
Izostal S.A. – polska spółka notowana na Giełdzie Papierów Wartościowych w Warszawie S.A.
Izostal S.A. tworzy grupę kapitałową o charakterze produkcyjno-handlowym, działającą na krajowym i zagranicznym rynku od 1993 roku. Spółka zajmuje się produkcją i dystrybucją rur stalowych, wyrobów hutniczych oraz armatury stalowej.

## Charakterystyka
Grupa Izostal S.A. produkuje izolacje antykorozyjne rur stalowych, wykorzystywanych do budowy rurociągów przesyłowych. Grupa Kapitałowa Izostal S.A. prowadzi działalność w 2 obszarach:
- Segment infrastruktury: segment działalności związanej z infrastrukturą sieci przesyłowych gazu i innych mediów - izolacja antykorozyjna rur stalowych i sprzedaż rur izolowanych. Jest to podstawowa działalność firmy.
- Segment stalowy: segment przetwórstwa, działalności usługowej i handlu na rynku stalowym obejmujący przetwórstwo stali (produkcję konstrukcji) i handel wyrobami hutniczymi.

## Polityka dywidendowa
Spółka od 2011 roku wypłaca każdego roku dywidendę akcjonariuszom, oprócz roku 2015, w którym to zysk netto w całości przeznaczony na kapitał zapasowy Spółki.

## Akcjonariat
Akcjonariat Izostal S.A.:
| Akcjonariusz            | Liczba akcji | Udział akcji w kapitale zakładowym | Liczba głosów | Udział głosów w ogólnej liczbie głosów |
| Stalprofil S.A.         | 19 739 000   | 60,3%                              | 19 739 000    | 60,3%                                  |
| PTE Allianz Polska S.A. | 1 998 242    | 6,1%                               | 1 998 242     | 6,1%                                   |
| Pozostali               | 11 006 758   | 33,6%                              | 11 006 758    | 33,6%                                  |

Ponadto grupa kapitałowa Izostal S.A. jest właścicielem 100% udziałów spółki Kolb sp.z.o.o., zajmującą się produkcją i montażem konstrukcji stalowych oraz wykonawstwem robót